# Макрорегион агломерации Сан-Паулу (мезорегион)
Макрорегион агломерации Сан-Паулу (порт. Mesorregião Macro Metropolitana Paulista) — административно-статистический мезорегион в Бразилии, входит в штат Сан-Паулу. Население составляет 2 644 519 человек (на 2010 год). Площадь — 12 303,923 км². Плотность населения — 214,93 чел./км².

## Демография
Согласно сведениям, собранным в ходе переписи 2010 г. Национальным институтом географии и статистики (IBGE), население мезорегиона составляет:
| Полное население                            | Полное население                            | Полное население                            | Полное население                            | 2 644 519 |
| ------------------------------------------- | ------------------------------------------- | ------------------------------------------- | ------------------------------------------- | --------- |
| в том числе:                                | Городское население                         | 2 390 832                                   | Процент городского населения, %             | 90,41     |
|                                             | Сельское население                          | 253 687                                     | Процент сельского населения, %              | 9,59      |
|                                             | Мужское население                           | 1 309 281                                   | Процент мужского населения, %               | 49,51     |
|                                             | Женское население                           | 1 335 238                                   | Процент женского населения, %               | 50,49     |
| Плотность населения, чел/км²                | Плотность населения, чел/км²                | Плотность населения, чел/км²                | Плотность населения, чел/км²                | 214,93    |
| Население мезорегиона в % к населению штата | Население мезорегиона в % к населению штата | Население мезорегиона в % к населению штата | Население мезорегиона в % к населению штата | 6,41      |

## Статистика
- Валовой внутренний продукт на 2003 составляет 29 862 079 965,00 реалов (данные: Бразильский институт географии и статистики).
- Валовой внутренний продукт на душу населения на 2003 составляет 12 227,94 реала (данные: Бразильский институт географии и статистики).
- Индекс развития человеческого потенциала на 2000 составляет 0,813 (данные: Программа развития ООН).

## Состав мезорегиона
В мезорегион входят следующие микрорегионы:
1. Браганса-Паулиста
2. Жундиаи
3. Пьедади
4. Сорокаба